# John Crowley (schrijver)
John Crowley (Presque Isle, 1 december 1942) is een Amerikaanse schrijver van historische fictie, sciencefiction- en fantasyverhalen. Hij won hiervoor onder meer drie World Fantasy Awards, twee Mythopoeic Awards, een Locus Award en een Edgar Allan Poe Award.

## Biografisch
Crowley studeerde aan de Indiana University Bloomington. Hij debuteerde in 1975 als schrijver met het fantasyboek The Deep. Hierin belandt een niet-menselijke buitenstaander in een middeleeuwse wereld in een strijd om de macht tussen de Reds en de Blacks. Nadat zijn eerste drie boeken goed werden ontvangen, bracht Crowley in 1981 Little, Big uit, een geschiedenis van een familie die wordt beïnvloed door contact met een magische wereld. Hij won hiervoor zowel zijn eerste World Fantasy Award als zijn eerste Mythopoeic Award. Crowley begon in 1987 vervolgens aan zijn fantasy-tetralogie The Ægypt Cycle. Daarvan droeg het eerste deel in eerste instantie de naam Ægypt, maar werd dat later opnieuw uitgegeven als The Solitudes. De serie gaat over een geschiedenisdocent die probeert om een boek te schrijven over hermetisme. Daarbij stuit hij op een ongepubliceerd manuscript van een vroegere schrijver en begint hij zich af te vragen of er meerdere juiste manieren zijn om de werkelijkheid te bevatten. Crowley vervolgde de serie in Love & Sleep (1994) en Dæmonomania (2000) en beëindigde deze met Endless Things  (2007). In de tussentijd bracht hij ook een aantal verzamelingen met korte verhalen uit en in 1990 de novelle Great Work of Time. Hierin wordt een man met een tijdmachine naar het verleden gestuurd om Cecil Rhodes te vermoorden en zo de geschiedenis te veranderen. Op datzelfde moment wordt een toekomstige versie van dezelfde man naar datzelfde verleden gestuurd om te voorkomen dat de eerdergenoemde versie van zichzelf Rhodes vermoordt. Crowley won voor dit verhaal zijn tweede World Fantasy Award. Zijn derde volgde in 2006 en was een lifetime achievement award. Naast het schrijven van fictie houdt Crowley zich ook bezig met het schrijven van scripts voor documentaires. Hij werd daarnaast in 1993 docent creatief schrijven aan Yale University.

### Boeken
- 1975 - The Deep
- 1976 - Beasts
- 1979 - Engine Summer
- 1981 - Little, Big (World Fantasy Award, Mythopoeic Award)
- 1987 - Ægypt (The Ægypt Cycle I, ook verschenen als The Solitudes)
- 1990 - Great Work of Time (novelle, World Fantasy Award)
- 1994 - Love & Sleep (The Ægypt Cycle II)
- 2000 - Dæmonomania (The Ægypt Cycle III)
- 2002 - The Translator
- 2005 - Lord Byron's Novel: The Evening Land
- 2007 - Endless Things (The Ægypt Cycle IV)
- 2009 - Four Freedoms
- 2016 - The Chemical Wedding: by Christian Rosencreutz: A Romance in Eight Days by Johann Valentin Andreae in a New Version
- 2017 - Ka: Dar Oakley in the Ruin of Ymr (Mythopoeic Award)
- 2022 - Flint and Mirror

### Verhalenbundels
- 1989 - Novelty (met o.a. Great Work of Time)
- 1993 - Antiquities: Seven Stories
- 2004 - Novelties and Souvenirs: Collected Short Fiction
- 2017 - Totalitopia
- 2019 - And Go Like This: Stories[2]

### Documentairescripts
- 1979 - America Lost and Found
- 1980 - Hindenberg: Ship of Doom
- 1983 - No Place to Hide
- 1984 - America and Lewis Hine
- 1984 - The World of Tomorrow
- 1986 - Are We Winning Mommy? America and the Cold War
- 1987 - A $10 Horse and a $40 Saddle
- 1991 - Fit: Episodes in the History of the Body
- 1991 - Pearl Harbor: Surprise and Remembrance
- 1992 - Liberators: Fighting on Two Fronts in World War II
- 1995 - Nobody's Girls: Five Women of the West
- 2003 - Morning Sun